# Računalni monitor
Računalni monitor je uređaj koji služi za prikaz slike stvorene računalom.Glavni dio monitora je zaslon ("ekran"), pa se u svakodnevnom govoru ti nazivi često koriste i za cijeli uređaj.

Slova, te pokretne i nepokretne slike koje se prikazuje obično se tvore u grafičkoj kartici, dijelu računala kojemu je funkcija stvaranje i obnavljanje slike.

## Tehnologije
- katodna cijev - (engleska kratica CRT -  catode ray tube) - prva poznata tehnologija, poznata još od crno-bijelih televizora, ali pomalo nepraktična radi pomalo izobličene slike koju stvara zaobljena cijev. Frekvencija osvježavanja iznosi 50-100 Hz. Korak naprijed je napravljen pojavom Trinitron ili Diamondtron katodnih cijevi, koje su ravne po vertikali, pa je rad s takvim zaslonom ugodniji.
- zaslon s tekućim kristalima - (engleska kratica LCD -  liquid crystal display) - od 2004. zamjenjuje CRT zaslone računala, a iza toga i televizora.
- plazma-zaslon
- videoprojektor

## Boje slike
- crno - bijela
- monokromna
- boja (color)

Piksel na color monitoru sadrži podpiksele osnovnih komponenti boja: crvenu, zelenu i plavu točkicu. Dojam o rezultirajućoj nijansi ovisi o intenzitetu osvijetljenosti pojedinih podpiksela.
Dubina boja je sinonim za brojnost nijansi. Standardizirani su sljedeći stupnjevi dubine boja:
- 4 nijanse ("crno-bijeli" zasloni uključuju crnu, sivu, bijelu i intenzivno bijelu)
- 16 (monokromni zaslon, boje prevodi u nijanse sivoga))
- 16 nijansi, color
- 256 nijansi, color
- 16 bitna boja (sadrži tisuće nijansi), color
- 24 bitna boja (sadrži 16 milijuna nijansi), color

Siromašnija paleta boja daje stepeničaste prelaze pri pretapanju nijansi i suviše jake kontraste boje.

## Veličina zaslona
Veličina zaslona je duljina dijagonale zaslona izražena u colima ili centimetrima. Kod CRT zaslona, veličinu ograničava velika težina debelog stakla katodne cijevi, stoga je nagli porast veličine zaslona krenuo osobito iza pada cijena LCD i plazma zaslona.

## Rezolucija zaslona
- Razlučivost' ili rezolucija' je broj točkica (piksela) od kojih je načinjena slika na zaslonu.

| širina x visina | Asp.Ratio | dijagonala | naziv razlučivosti |
| --------------- | --------- | ---------- | ------------------ |
| 320 x 200       | 8:5       |            | CGA                |
| 320 x 240       | 4:3       |            | QVGA               |
| 640 x 480       | 4:3       |            | VGA                |
| 720 x 480       | 3:2       |            | NTSC               |
| 800 x 480       | 5:3       |            | WVGA               |
| 768 x 576       | 4:3       |            | PAL                |
| 800 x 600       | 4:3       | 14"        | SVGA               |
| 1024 x 768      | 4:3       |            | XGA                |
| 1152 x 864      | 4:3       |            |                    |
| 1280 x 768      | 5:3       | 15"        | WXGA               |
| 1280 x 720      | 16:9      |            | HD 720             |
| 1280x800        | 8:5       |            | WXGA               |
| 1280 x 960      | 4:3       |            |                    |
| 1280 x 1024     | 5:4       | 17"        | SXGA               |
| 1360 x 768      | 16:9      |            |                    |
| 1400x1050       | 4:3       |            | SXGA+              |
| 1440 x 900      | 8:5       | 19"        |                    |
| 1580x1050       | 8:5       |            | WSXGA+             |
| 1600 x 1200     | 4:3       |            | UGA                |
| 1792 x 1344     | 4:3       | 21"        |                    |
| 1800x1440       | 5:4       |            |                    |
| 1856x1392       | 4:3       | 24"        |                    |
| 1920x1080       | 16:9      |            | HD 1080            |
| 2048x1080       | 17:9      |            | 2K                 |
| 1920x1200       | 8:5       |            | WUXGA              |
| 1920x1440       | 4:3       |            |                    |
| 2048x1536       | 4:3       |            | QXGA               |
| 2560x1600       | 8:5       |            | WQXGA              |
| 2560x2048       | 5:4       |            | QSXGA              |

Razlučivost se iskazuje u brojevima piksela po horizontali i vertikali zaslona (na primjer 640x480), ili se označavaju imenima:
- - CGA - 320x200 točaka
  - EGA
  - VGA - 640x480 točaka
  - XGA
  - SVGA

Omjer širine prema visini zaslona (Aspect Ratio) različit je za različite vrste zaslona i uobičajeno iznosi:
- 4:3 za računalne i televizijske CRT zaslone
- 5:4 za LCD zaslone
- 16:9 ili 14:9 za LCD računalne i televizijske "široke zaslone" (Widescreen)

U tim se omjerima odnose i brojevi piksela po širini i visini računalnih zaslona pri odabranoj razlučivosti. Veća razlučivost daje preciznije razlaganje sitnih detalja slike, širi obuhvat objekata većih od prostora zaslona, ali i manju veličinu elemenata slike. Za oštrinu crtanja, važna je veličina piksela, odnosno razmaka dijagonalno susjednih podpiksela iste boje, iako na dojam oštrine utječu i drugi čimbenici (Anti-aliasing, tehnologija proizvodnje i dr.). Taj razmak se kreće oko 0.25 mm (manje je bolje). Optimalnu i maksimalnu razlučivost monitora definira proizvođač, dok izbor standardnih razlučivosti u rasponu od 640 x 480 (VGA) do maksimalne, ovisi o grafičkoj kartici. Tablica daje standardne razlučivosti naprednije grafičke kartice. Bolja grafička kartica dat će još veći izbor standardnih razlučivosti. U tabelu su uneseni i odnosi širine prema visini zaslona (Aspect Ratio) te približne veličine dijagonale zaslona koje pripadaju pojedinim razlučivostima ako se one definiraju kao maksimalne, u inčima.

## Frekvencija osvježavanja slike
Ona kazuje koliko puta u sekundi se slika na zaslonu ponovo ispisuje s novim podacima. Većom frekvencijom osvježavanja izbjegavaju se skokovita micanja kod bržih pokreta i smanjuje titranje slike koje uzrokuje umaranje očiju, osobito na CRT zaslonima. LCD zasloni su tromiji ("gašenje" ili promjena boje piksela duže traje), pa podnose niže frekvencije osvježavanja bez primjetnog titranja slike. Frekvencija osvježavanja kreće se od 60 - 85 Hz kod LCD zaslona, a kod CRT zaslona i više, no s jakim grafičkim karticama kod svih prelazi i 100 Hz. 

## Televizijski zaslon
Kod televizije i videa razlikuju se standardna (720 x 576 px) i visoka razlučivost (HD - 1280x720 - 1920x1080 px), 
Pikseli na televizijskom zaslonu nisu kvadratični, nego pravokutni, pa je pri slanju slike s kamere ili računala na televizor i obratno potrebno izvršiti odgovarajuću prilagodbu koju codec (rutina za prevođenje video snimke iz jednog video-formata u drugi) obavlja automatski.
Na televizijskom zaslonu, primjenjuju se dvije vrste ispisa slike:
- progresivni (sve horizontalne linije ispisuju se u jednom prolazu)
- isprepleteni (u prvom prolazu ispisuju se samo neparne, a u drugom parne linije). Time se te ublažava efekt titranja slike, i smanjuju memeorijske potrebe za prijenos i skladištenje signala, ali je kvaliteta slike lošija nego kod progresivne metode, osobito u scenama s brzim pokretima (izrazita nazubljenost oštrih rubova u pokretu i dr.).

Prema geografskom području primjene razlikuju se dva osnovna standarda kojima su definirani televizijski video signali:
- NTSC ispisuje 30 slika (60 "poluslika") u sekundi s 525 horizontalnih linija isprepleteno. Daje slike relativno dobre kvalitete. Koristi ga Amerika i Japan.; Frekvencija osvježavanja od 60 poluslika/sek određena je frekvencijom gradske električne mreže, koja u Americi iznosi 60 Hz.

- PAL ispisuje 625 isprepletenih linija s frekvencijom osvježavanja (Refresh Rate) od 25 slika u sekundi (Hz). Primjenjuje ga Europa osim Francuske, Srednji istok i Azija osim Japana;

### Sinonimi:
monitor

## Napomene:
- Zahtjevi na performanse grafičke kartice (memorijske potrebe, brzina obrade) ovise o korištenoj razlučivosti i dubini boja. Slabe grafičke kartice ne mogu osigurati istovremeno visoku razlučivost i brojnost nijansi, pa u takvom slučaju računalo automatski smanjuje drugi parametar ako prvi namjestimo na previsoku vrijednost.

- OSD - engleska skraćenica od On Screen Display, ime je za jednostavan izbornik za postavljanje raznih parametara na zaslonu